# 태리공동묘지
태리공동묘지(台里共同墓地)는 대한민국 경기도 김포시 고촌읍 태리에 있는 공동묘지이다. 고촌읍 태리 산 55번지에 있다.